# Francisco Villa, Las Margaritas
Francisco Villa är en ort i Mexiko.   Den ligger i kommunen Las Margaritas och delstaten Chiapas, i den sydöstra delen av landet, 900 km öster om huvudstaden Mexico City. Francisco Villa ligger 555 meter över havet och antalet invånare är 494.
Terrängen runt Francisco Villa är huvudsakligen kuperad. Francisco Villa ligger nere i en dal. Runt Francisco Villa är det ganska glesbefolkat, med 30 invånare per kvadratkilometer. Närmaste större samhälle är San Isidro el Zapotal, 17,1 km söder om Francisco Villa. I omgivningarna runt Francisco Villa växer i huvudsak städsegrön lövskog.